# رشته‌کوه تایکان
رشته‌کوه تایکان (روسی: Тайканский хребет) یک رشته‌کوه در سرزمین خاباروفسک کشور روسیه است.